# Pontepetri
Pontepetri è una località della Toscana, piccola frazione del comune di San Marcello Piteglio, da cui dista 10,27 chilometri, situata in prossimità del confine col comune di Pistoia, a circa 700 m s.l.m. Si trova al confine tra la Valle del Reno e quella del Torrente Maresca, nel punto in cui quest'ultimo corso d'acqua s'immette nel primo.

## Storia
L'origine del borgo risale verosimilmente alla metà del 1600 anche se è probabile che esistessero piccoli agglomerati di capanne antecedenti l'epoca. Crebbe d'importanza solo dopo la costruzione della strada voluta da Leopoldo di Lorena, detta la Ximeniana. 
Nel gennaio del 62 a.C. Catilina ed un centinaio di suoi fedelissimi, furono intercettati dall'esercito romano nei pressi di Pistoria (ora Pistoia). Catilina morì nella battaglia ed i suoi furono gettati in un fiume. La storia dice che tale battaglia si svolse nei pressi dell'abitato di Campo Tizzoro dove due fiumi (Maresca e Reno) si incontrano; tale confluenza, peraltro, è proprio a Pontepetri, in direzione nord-est verso la frazione di Pracchia.
Attualmente è un paese tipicamente residenziale e sede di villeggiatura nei mesi estivi. Celebra la "Sagra del Tortello" che si svolge in concomitanza con i festeggiamenti del patrono del paese: Sant'Anna (26 luglio).

## Luoghi d'interesse
- Chiesa dei Santi Maria e Isidoro
- Punto informativo sulla lavorazione del ferro, antica attività della Montagna Pistoiese, dove sono raccolti attrezzi, immagini e modellini delle antiche ferriere